# Taygetis puritana
Taygetis puritana är en fjärilsart som beskrevs av Archibald C. Weeks. Taygetis puritana ingår i släktet Taygetis och familjen praktfjärilar. Inga underarter finns listade i Catalogue of Life.